# Johann Sebastian Bach (pintor)
Johann Sebastian Bach el Joven (1748-1778) fue un dibujante y pintor alemán.  Era hijo del compositor Carl Philipp Emanuel Bach y nieto del compositor Johann Sebastian Bach.

## Vida
Bach nació en Berlín en 1748. Estudió con Adam Friedrich Oeser en Leipzig. En mayo de 1773, se trasladó a Dresde, con el deck roto y en febrero de 1776 se mudó a Hamburgo, donde su padre era director de música. 
En septiembre de 1776 se embarcó en un viaje de estudios a Roma, donde estuvo gravemente enfermo poco después de su llegada en febrero de 1777, y murió finalmente en 1778.

## Obra
Bach creó en su mayoría dibujos a tinta de paisajes idílicos, llenos de personas. Sus obras muestran la influencia de Salomón Gessner. Hacia el final de su vida se dirigió a las representaciones de personas y creó escenas históricas y mitológicas. También hizo viñetas e ilustraciones de obras de Gottlieb Rabener y Christian Felix Weisse.
En su tiempo fue muy reconocido como artista. Las colecciones de sus obras se encuentran en Coburg, Dresde, Hamburgo, Leipzig y Viena.